# پیاده‌روی طولانی بیلی لین بین دو نیمه
پیاده‌روی طولانی بیلی لین بین دو نیمه (به انگلیسی: Billy Lynn's Long Halftime Walk) فیلمی درام جنگی محصول سال ۲۰۱۶، به کارگردانی انگ لی و نویسندگی ژان-کریستوف کاستلی، بر اساس رمانی به همین نام از بن فونتین است. جو آلوین، کریستن استوارت، گرت هدلوند، وین دیزل، استیو مارتین و کریس تاکر از بازیگران این فیلم هستند. فیلمبرداری اصلی فیلم اوایل آوریل ۲۰۱۵ در ایالت جورجیا آغاز شد و ادامه آن در آمریکا، انگلستان و چین تولید شد. فیلم محصول مشترک آمریکا، بریتانیا و چین است.
پیاده‌روی طولانی بیلی لین بین دو نیمه اولین فیلم بلند تاریخ سینما است که با استفاده از فریم ریت بالا، با سرعت ۱۲۰ فریم در ثانیه و وضوح ۴کی در قالب سه‌بعدی ساخته شده‌است. به دلیل فریم ریت بالای فیلم و تجهیزاتی که قادر به نمایش آن در قالب موردنظر باشد، تنها پنج سالن در سراسر جهان از جمله دو سالن در ایالات متحده آمریکا و در تایپه، پکن و شانگهای نیز یک سالن برای نمایش فیلم با حداکثر وضوح مجهز شدند.
اکران نخست جهانی این فیلم در روز ۱۴ اکتبر ۲۰۱۶ در پنجاه و چهارمین جشنواره فیلم نیویورک صورت گرفت و در نوامبر ۲۰۱۶ توسط ترای‌استار پیکچرز در ایالات متحده به نمایش عمومی درآمد.

## داستان
بیلی لین پسری ۱۹ ساله است که در ارتش ایالات متحده آمریکا خدمت می‌کند. بعد از یک نبرد مرگبار در عراق به عنوان قهرمان جنگی و برای جشن پیروزی به خانه بر می‌گردد اما او هر لحظه خاطرات جنگ را به یاد می‌آورد.

## بازیگران
- جو آلوین در نقش بیلی لین
- گرت هدلند در نقش دایم، گروهبان دوم جوخه براوو
- کریستن استوارت در نقش کاترین لین، خواهر بزرگتر بیلی
- وین دیزل در نقش سرجوخه جوخه براوو
- استیو مارتین در نقش نورم اوگلزبی
- کریس تاکر در نقش آلبرت
- آرتورو کاسترو در مانگو، عضو جوخه براوو
- میسون لی در نقش فو، عضو جوخه براوو
- بن پلت در نقش جاش، نماینده جوخه دالاس
- تیم بلیک نلسون در نقش وین